# 二恨坊の火
二恨坊の火、仁光坊の火（にこんぼうのひ）は、摂津国二階堂村（現・大阪府茨木市二階堂）、同国高槻村（現・同府高槻市）に伝わる火の妖怪。
3月から7月頃までの時期に出没したもので、大きさは1尺ほど、火の中に人の顔のように目、鼻、口のようなものがある。鳥のように空を飛び回り、家の棟や木にとまる。人間に対して特に危害を加えることはないとされる。特に曇った夜に出没したもので、近くに人がいると火のほうが恐れて逆に飛び去ってしまうともいう。

## 古書における記述

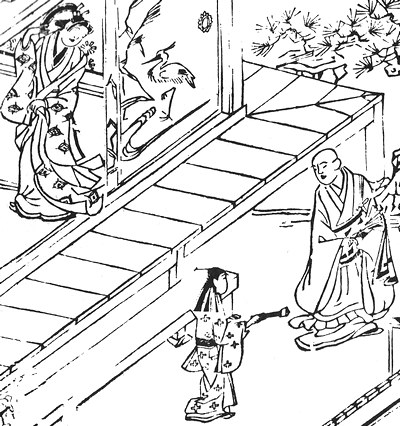
荻山安静『宿直草』より「仁光坊といふ火の事」

『諸国里人談』（寛保時代の雑書）
かつて二階堂村に日光坊という名の山伏がおり、病気を治す力があると評判だった。噂を聞いた村長が自分の妻の治療を依頼し、日光坊は祈祷によって病気を治した。ところが村長はそれを感謝するどころか、日光坊と妻が密通したと思い込み、日光坊を殺してしまった。日光坊の怨みは怨霊の火となって夜な夜な村長の家に現れ、遂には村長をとり殺してしまった。この「日光坊の火」が、やがて「二恨坊の火」と呼ばれるようになった。
『本朝故事因縁集』（江戸時代の書物）
二階堂村に山伏がおり、一生の内に二つの怨みを抱いていたために二恨坊とあだ名されていた。彼は死んだ後に魔道に堕ちたが、その邪心は火の玉となって現世に現れ、「二恨坊の火」と呼ばれるようになった。
『古今百物語評判』『宿直草』（江戸時代の怪談本）
かつて仁光坊という美しい僧侶がいたが、代官の女房の策略によって殺害された、以来、仁光坊の怨みの念が火の玉となって出没し、「仁光坊の火」と呼ばれるようになった。

## 吹田市の伝承
大阪府吹田市にも、表記は異なるが読みは同じ「二魂坊」といって、月のない暗い夜に2つの怪火が飛び交うという伝説がある。
伝説によれば、かつて高浜神社の東堂に日光坊、西堂に月光坊という、親友同士の修行僧がいた。2人の仲を妬んだ村人が日光坊のもとへ行き、月光坊が彼を蔑んでいると吹き込み、さらに月光坊のもとへ行き、日光坊が彼を蔑んでいると吹き込んだ。月光坊は疑心暗鬼となり、次第に日光坊を憎み始めた。村人たちはさらに、日光坊が月光坊を殺しに来ると月光坊に告げた。一方で日光坊は、最近の月光坊の心変わりを疑問に思い、誤解を解こうと彼のもとへ赴いた。
月光坊は、ついに日光坊が自分を殺しに来たと思い込み、錫状を彼の胸に突き立てた。日光坊は殺しなどではなく、仲直りに来たとわかったときには、すでに日光坊は息絶えていた。月光坊は罪となり、自分たちを騙した者を取り殺すと叫びながら死んでいった。以来、この村には怪火が飛び交うようになり、村人たちは「二魂坊の祟り」と恐れたという。
また寛政時代の地誌『摂津名所図会』にも「二魂坊」といって、かつて日光坊という山伏が別の山伏を殺して死罪になり、その怨念が雨の夜に怪火となって現れ、木の上に泊まって人々を脅かしたという記述がある。
高浜神社の社伝によれば、河内（現・大阪府東部）の豪族が祖神の火明命と天香山命を祀ったのが神社の起こりとされ、二魂坊や日光坊とは、この2柱の神を指しているとの説もある。